# Wietnam na Letnich Igrzyskach Olimpijskich 1992
Wietnam na Letnich Igrzyskach Olimpijskich 1992 reprezentowało siedmioro zawodników: dwóch mężczyzn i pięć kobiet. Był to trzeci występ reprezentacji Wietnamu na letnich igrzyskach olimpijskich.

## Skład kadry

### Lekkoatletyka
Kobiety
- Trương Hoàng Mỹ Linh

bieg na 100 m - odpadła w eliminacjach,
bieg na 200 m - odpadła w eliminacjach,
- Đặng Thị Tèo - maraton - nie ukończyła biegu,
- Nguyễn Thị Thu Hằng - bieg na 100 m przez płotki - odpadła w eliminacjach,

Mężczyźni
- Lưu Văn Hùng - maraton - 85. miejsce,

### Pływanie
Kobiety
- Nguyễn Thị Phương

100 m stylem klasycznym - odpadła w eliminacjach (dyskwalifikacja),
200 m stylem klasycznym - 38. miejsce,
- Nguyễn Kiều Oanh

100 m stylem motylkowym - 42. miejsce,
200 m stylem zmiennym - 41. miejsce,

### Strzelectwo
Mężczyźni
- Nguyễn Quốc Cường - pistolet szybkostrzelny 25 m - 27. miejsce,